# Bitva u ostrova Chios (1319)
Bitva u ostrova Chios proběhla 23. července 1319 při pobřeží Chiosu mezi spojenými námořními silami rytířů sv. Jana a ostrova Chios na straně jedné a loďstvem Ajdinského bejliku. Drtivé vítězství křesťanů nad muslimskými protějšky dokázalo dočasně omezit turecké pirátství v Egejském moři, povzbuzené kolapsem byzantské námořní moci, ale z dlouhodobého hlediska je potlačit nedokázalo, stejně jako nedokázalo zastavit mocenský vzestup Ajdinů. Rytířům sv. Jana umožnilo toto vítězství též znovu ovládnout ostrov Leros, který se vzbouřil proti jejich vládě ve jménu byzantského císaře.